# Suita „Z czasów Holberga”
Suita „Z czasów Holberga” (pełna nazwa: Suita w dawnym stylu „Z czasów Holberga”) op.40 – utwór Edvarda Griega skomponowany w 1884 roku z okazji 200-lecia urodzin Ludviga Holberga. Premiera miała miejsce w Bergen w dniu 12 marca 1885 roku.
Dzieło zostało skomponowane specjalnie na uroczyście obchodzoną w całej Skandynawii rocznicę największego komediopisarza Północy, Norwega z pochodzenia. Grieg postanowił utrzymać je w stylu muzycznym epoki, w jakiej żył Holberg. Nawiązując do twórczości Händla i Bacha, napisał utwór w formie stylizowanej suity barokowej z elementami rokoka. Swoją kompozycję Grieg nazywał „perukową”, aczkolwiek dzieło wykorzystywało jedynie dawne formy muzyczne, nawiązując wyraźnie do współczesnego nurtu neoromantyzmu w muzyce.
Suita, początkowo napisana na fortepian, później zinstrumentowana na smyczki przez samego kompozytora, składa się z pięciu części:
- Preludium Allegro vivace

Utwór oparty jest na trzytonowym motywie. Ta część suity, nawiązując do kompozycji Haendla, najbardziej utrzymana jest w stylu XVIII-wiecznej muzyki.
- Sarabanda Andante espressivo

Dostojna, jest daleką stylizacją tańca, od którego wzięła nazwę.
- Gawot Allegretto

Trio tego tańca ma wyraźnie nordycki charakter.
- Aria andante religioso

Nawiązuje do stylu Bacha, utwór utrzymany jest w charakterze romantycznej pieśni.
- Rigaudon Allegro con brio

Jest pełnym lekkości starofrancuskim tańcem z Prowansji.